# بی‌قید و شرط (فیلم ۱۹۹۳)
بی‌قید و شرط (به هندی: Bedardi) فیلمی محصول سال ۱۹۹۳ و به کارگردانی کیرشمکانت پاندیا است. در این فیلم بازیگرانی همچون اجی دیوگن، اورمیلا ماتوندکار، نصیرالدین شاه، رینا روی، آشوک بانتیا، کیران کومار، دون ورما ایفای نقش کرده‌اند.